# Ammónium-tiocianát
Az ammónium-tiocianát vagy ammónium-rodanid (képlete NH4SCN) szervetlen vegyület, a tiociánsav ammóniumsója. Színtelen, prizmás kristályokat alkot, erősen higroszkópos. Higroszkópossága miatt levegőn nedvességet szív és elfolyósodik. Sós ízű vegyület. Nagyon jól oldódik vízben, 20 °C-on 100 g vízben 164 g ammónium-tiocianát oldódik fel. Jól oldódik alkoholban, acetonban és cseppfolyós ammóniában is.

## Kémiai tulajdonságai
Enyhébb melegítés hatására tiokarbamiddá alakul, ez a reakció megfordítható.

Az ammónium-tiocianát átalakulása tiokarabmiddá megfordítható folyamat

Erősebb hevítéskor (170 °C körül) elbomlik. A bomláskor ammónia, kén-hidrogén, szén-diszulfid és melamin képződik.

## Előállítása
Az ammónium-tiocianát ammónia és szén-diszulfid nyomás alatt lejátszódó reakciója során képződik. A képződő só oldatát besűrítik, majd kikristályosítják a vegyületet. A kiindulási anyag ammónium-karbonát is lehet.
{\displaystyle \mathrm {2\ NH_{3}+CS_{2}\rightarrow NH_{4}SCN+H_{2}S} }

## Felhasználása
Az ammónium-tiocianátot más vegyületek (tiokarbamid, guanidin-tiocianát) előállítására, illetve gyomirtókban alkalmazzák. Az analitikában a vas(III)-ionok kimutatására (ezekkel az ionokkal vérvörös színű csapadékot ad), illetve az ezüst és a higany térfogatos meghatározásánál alkalmazzák.